# Rompiendo
Rompiendo es el decimosexto álbum de estudio del cantante dominicano de música cristiana Redimi2, lanzado en junio de 2022. Cuenta con la participación de Madiel Lara, Gabriel Rodríguez EMC, Temperamento, entre otros.

## Promoción y lanzamiento
Redimi2 utilizó sus redes sociales desde el inicio de 2022 para anunciar que saldría un álbum con diseño artístico inspirado en el anime, por lo cual, requirió de un artista visual que también solicitó por Instagram. Con este concepto visual, cada semana Redimi2 anunció las colaboraciones que tendría en su álbum, como «777» junto a Madiel Lara y Gabriel Rodríguez EMC, «Frontín» junto a Temperamento, Wolandia y Niko Eme, y la canción «Kings and Queens» donde cuenta con un mayor número de jóvenes colaboradores.
En junio de 2022, anunció que se lanzaría un vídeo oficial de la canción Rompiendo, donde aparecen también parte de las colaboraciones del disco y otros artistas como La Noe, Mr. Yeison, Odanis BSK, Ander Bock, por mencionar algunos.

## Lista de canciones
| N.º | Título | Escritor(es) | Productor(es) | Duración |  |
| 1.  | «Rompimiento (Intro)» (Coros: Betsy Jo y Melody Jaine)                                                                                    | Willy González | Cardec Drums  | 1:19     |  |
| 2.  | «Uhambe Nami» (con Hennessy) | Willy González, Misael García | Brayan Booz   | 3:28     |  |
| 3.  | «Rompiendo» | Willy González | Cardec Drums  | 4:14     |  |
| 4.  | «Kings And Queens» (con Léxico Ht, Ch Gedeones, Eva Nova, Fanny Plaza, Tomi Perfetti, Mr. Yeison, Indy For, Desxa, Ada Betsabé y H-Sufia) | Willy González, Frank Delgado, Jesús Saldaña, Heber Sufia, Eva Nova, Stephanie Plaza, Tomás Perfetti, Yeison Celestino, Indy Forchue, Yurgelis Almonte, Ada Betsabé, Heber Sufia | Cardec Drums  | 9:01     |  |
| 5.  | «Como David» (con Betsy Jo y Melody Jaine)                                                                                                | Willy González | Chunky        | 3:15     |  |
| 6.  | «Por Siempre» (con Ander Bock y Samantha) (Coros: Betsy Jo, Melody Jaine, Daliza Contreras y Joel Hernández)                              | Willy González, Ander Bock | Beats By Nath | 3:27     |  |
| 7.  | «777» (con Gabriel Rodríguez EMC y Madiel Lara)                                                                                           | Willy González, Gabriel Rodríguez, Madiel Lara | Barajas       | 4:12     |  |
| 8.  | «Me Corre» (con Pauneto, Vianca The Grace y Borrero)                                                                                      | Willy González, Orlando Cruz, Vianca The Grace Javier Borrero | Cardec Drums  | 4:06     |  |
| 9.  | «Al Día» (con Randy SB) | Willy González, Randy Ortiz | Kanelo Pro    | 3:26     |  |
| 10. | «Frontín» (con Temperamento, Niko Eme y Wolandia)                                                                                         | Willy González, Christian Ramos, Argenis Calvo, Carlos Saavedra | Niko Eme      | 5:59     |  |
| 11. | «Los Jordan» (con Mireyli Rosa) | Willy González | Brayan Booz   | 4:19     |  |
| 12. | «Ven a Él» (con Betsy Jo) | Willy González, Daliza Contreras, Betsy Hernández | Music Mind    | 3:27     |  |

## Vídeos musicales
| Título             | Fecha de lanzamiento     | Artista invitado(s)                                                                                              | Director                                          |
| ------------------ | ------------------------ | --- | ------------------------------------------------- |
| «Rompiendo»        | 3 de junio de 2022       | | Luis Gómez Films                                  |
| «Kings And Queens» | 24 de junio de 2022      | Léxico Ht, Ch Gedeones, Eva Nova, Fanny Plaza, Tomi Perfetti, Mr. Yeison, Indy For, Desxa, Ada Betsabé y H-Sufia | Luis Gómez Films, Juan Neyret Films, Grinch Films |
| «Uhambe Nami»      | 8 de julio de 2022       | Hennessy | Luis Gomez Films                                  |
| «Me Corre»         | 29 de julio de 2022      | Pauneto, Vianca The Grace y Borrero                                                                              | Figueroa Mass                                     |
| «Al Día»           | 19 de agosto de 2022     | Randy SB | All Starz Films                                   |
| «Por Siempre»      | 2 de septiembre de 2022  | Ander Bock y Samantha                                                                                            | Parábolas Films                                   |
| «Los Jordan»       | 23 de septiembre de 2022 | Mireyli Rosa | Parábolas Films                                   |
| «777»              | 7 de octubre de 2022     | Gabriel Rodríguez EMC y Madiel Lara                                                                              | Figueroa Mass                                     |
| «Como David»       | 28 de octubre de 2022    | Betsy Jo y Melody Jane                                                                                           | Parábolas Films                                   |
| «Ven a Él»         | 25 de noviembre de 2022  | Betsy Jo | Parábolas Films                                   |
| «Frontin»          | 9 de diciembre de 2022   | Temperamento, Wolandia y Niko Eme                                                                                | Parábolas Films                                   |
| «Ti Amo»           | 7 de enero de 2023       | Melody Jane | Parábolas Films                                   |

## Nominaciones
El álbum fue nominado en la edición 54 de los premios Dove como Álbum en español del año.